# Celebration (album)
Celebration is een verzamelalbum van zangeres Madonna dat op 18 september 2009 werd uitgebracht. Het kwam op nummer 2 binnen in de Album Top 100.

## Historie
Als laatste verplichting aan platenmaatschappij Warner Music, wordt voor de derde keer een verzamelalbum uitgebracht door Madonna. Hierna zal ze overstappen naar Live Nation.
Het album wordt uitgebracht als enkel album, dubbelalbum en ook als dubbel-dvd met videoclips. Op het album verschijnen twee nieuwe nummers, die allebei op single worden uitgebracht. Op 31 juli 2009 werd de eerste single, Celebration, uitgebracht. Oorspronkelijk zou deze op 3 augustus uitkomen, maar door het uitlekken ervan op 30 juni werd de digitale single de volgende dag al aangeboden. Na Celebration, komt het andere nieuwe nummer, Revolver, nog uit.

## Tracklist
| Cd 1 | Cd 2 |
| --- | --- |
| 1. Hung Up 2. Music 3. Vogue 4. 4 Minutes 5. Holiday 6. Everybody 7. Like a Virgin 8. Into the Groove 9. Like a Prayer 10. Ray of Light 11. Sorry 12. Express Yourself 13. Open Your Heart 14. Borderline 15. Secret 16. Erotica 17. Justify My Love 18. Revolver | 1. Dress You Up 2. Material Girl 3. La Isla Bonita 4. Papa Don't Preach 5. Lucky Star 6. Burning Up 7. Crazy for You 8. Who's That Girl 9. Frozen 10. Miles Away 11. Take a Bow 12. Live to Tell 13. Beautiful Stranger 14. Hollywood 15. Die Another Day 16. Don't Tell Me 17. Cherish 18. Celebration |

1. ↑  Vanwege een auteursrechtenkwestie ontbreekt op de Belgische uitgave van het album het nummer Frozen op de tweede cd.

### Dvd
- Burning Up
- Lucky Star
- Borderline
- Like a Virgin
- Material Girl
- Crazy for You
- Into the Groove
- Live to Tell
- Papa Don't Preach
- True Blue
- Open Your Heart
- La Isla Bonita
- Who's That Girl
- Like a Prayer
- Express Yourself
- Cherish
- Vogue
- Justify My Love
- Erotica
- Deeper and Deeper
- Rain
- I'll Remember
- Secret
- Take a Bow
- Bedtime Story
- Human Nature
- I Want You
- You'll See
- Frozen
- Ray of Light
- The Power of Good-bye
- Beautiful Stranger
- American Pie
- Music
- Don't Tell Me
- What It Feels Like for a Girl
- Die Another Day
- Hollywood
- Love Profusion
- Hung Up
- Sorry
- Get Together
- Jump
- 4 Minutes
- Give It 2 Me
- Miles Away
- Celebration

## Hitnotering
| Celebration in de Nederlandse Album Top 100 - binnen: 26-09-2009 | Celebration in de Nederlandse Album Top 100 - binnen: 26-09-2009 | Celebration in de Nederlandse Album Top 100 - binnen: 26-09-2009 | Celebration in de Nederlandse Album Top 100 - binnen: 26-09-2009 | Celebration in de Nederlandse Album Top 100 - binnen: 26-09-2009 | Celebration in de Nederlandse Album Top 100 - binnen: 26-09-2009 | Celebration in de Nederlandse Album Top 100 - binnen: 26-09-2009 | Celebration in de Nederlandse Album Top 100 - binnen: 26-09-2009 | Celebration in de Nederlandse Album Top 100 - binnen: 26-09-2009 | Celebration in de Nederlandse Album Top 100 - binnen: 26-09-2009 | Celebration in de Nederlandse Album Top 100 - binnen: 26-09-2009 | Celebration in de Nederlandse Album Top 100 - binnen: 26-09-2009 | Celebration in de Nederlandse Album Top 100 - binnen: 26-09-2009 | Celebration in de Nederlandse Album Top 100 - binnen: 26-09-2009 | Celebration in de Nederlandse Album Top 100 - binnen: 26-09-2009 | Celebration in de Nederlandse Album Top 100 - binnen: 26-09-2009 | Celebration in de Nederlandse Album Top 100 - binnen: 26-09-2009 | Celebration in de Nederlandse Album Top 100 - binnen: 26-09-2009 | Celebration in de Nederlandse Album Top 100 - binnen: 26-09-2009 | Celebration in de Nederlandse Album Top 100 - binnen: 26-09-2009 | Celebration in de Nederlandse Album Top 100 - binnen: 26-09-2009 | Celebration in de Nederlandse Album Top 100 - binnen: 26-09-2009 | Celebration in de Nederlandse Album Top 100 - binnen: 26-09-2009 | Celebration in de Nederlandse Album Top 100 - binnen: 26-09-2009 |
| Week                                                             | 01                                                               | 02                                                               | 03                                                               | 04                                                               | 05                                                               | 06                                                               | 07                                                               | 08                                                               | 09                                                               | 10                                                               | 11                                                               | 12                                                               | 13                                                               | 14                                                               | 15                                                               | 16                                                               | 17                                                               |                                                                  | 18                                                               | 19                                                               | 20                                                               | 21                                                               |                                                                  |
| ---------------------------------------------------------------- | ---------------------------------------------------------------- | ---------------------------------------------------------------- | ---------------------------------------------------------------- | ---------------------------------------------------------------- | ---------------------------------------------------------------- | ---------------------------------------------------------------- | ---------------------------------------------------------------- | ---------------------------------------------------------------- | ---------------------------------------------------------------- | ---------------------------------------------------------------- | ---------------------------------------------------------------- | ---------------------------------------------------------------- | ---------------------------------------------------------------- | ---------------------------------------------------------------- | ---------------------------------------------------------------- | ---------------------------------------------------------------- | ---------------------------------------------------------------- | ---------------------------------------------------------------- | ---------------------------------------------------------------- | ---------------------------------------------------------------- | ---------------------------------------------------------------- | ---------------------------------------------------------------- | ---------------------------------------------------------------- |
| Nummer                                                           | 2                                                                | 2                                                                | 7                                                                | 11                                                               | 20                                                               | 24                                                               | 38                                                               | 51                                                               | 65                                                               | 71                                                               | 72                                                               | 57                                                               | 60                                                               | 66                                                               | 54                                                               | 61                                                               | 82                                                               | uit                                                              | 85                                                               | 94                                                               | 96                                                               | 99                                                               | uit                                                              |